# Верная Рука — друг индейцев
«Верная Рука — друг индейцев» (нем. Old Surehand I. Teil; серб. Лавиринт смрти) — кинофильм в жанре вестерн по мотивам романов Карла Мая. Производство «Rialto Film Preben-Philipsen», ФРГ — «Јадран филм», Югославия.

## Сюжет
Благородный герой Джонни Гарден, прозванный «Верная Рука» за виртуозную стрельбу, странствует по Дикому Западу в поисках убийц своей матери. Вместе со своими друзьями — индейцами и белыми — ему приходится вступить в противоборство с многочисленной бандой, возглавляемой хитроумным и безжалостным злодеем, известным как «Генерал»; он-то и оказывается личным врагом Верной Руки.

## В ролях
- Стюарт Грейнджер — Джонни Гарден (советский дубляж — Алексей Консовский[источник не указан 385 дней][значимость факта?])
- Пьер Брис — Виннету, вождь апачей (советский дубляж — Виктор Рождественский[источник не указан 385 дней][значимость факта?])
- Ларри Пеннелл — «Генерал» Джек О’Нил (советский дубляж — Владимир Кенигсон[источник не указан 385 дней][значимость факта?])
- Летиция Роман — Джудит (советский дубляж — Нина Гребешкова[источник не указан 385 дней][значимость факта?])
- Теренс Хилл — Тоби (советский дубляж — Олег Голубицкий[источник не указан 385 дней][значимость факта?])
- Милан Срдоч[нем.] (в титрах — Пэдди Фокс) — Уэббл (Джереми Сэндерс) (советский дубляж — Борис Рунге[источник не указан 385 дней][значимость факта?])
- Вольфганг Лукши — Дик Эдвардс (советский дубляж — Алексей Полевой[источник не указан 385 дней][значимость факта?])
- Эрик Шуманн — капитан Миллер (советский дубляж — Всеволод Ларионов[источник не указан 385 дней][значимость факта?])
- Велимир Живоинович — Джим Поттер (советский дубляж — Степан Бубнов[источник не указан 385 дней][значимость факта?])
- Душан Антониевич — Маки-Моте, вождь команчей (советский дубляж — Михаил Погоржельский[источник не указан 385 дней][значимость факта?])
- Владимир Медар — Бен О’Брайен (советский дубляж — Евгений Весник[источник не указан 385 дней][значимость факта?])
- Гермина Пипинич — Молли
- Елена Жигон — Делия (советский дубляж — Серафима Холина[источник не указан 385 дней][значимость факта?])
- Воя Мирич — Джо
- Симе Ягаринач — Ту-Ван, сын Маки-Моте
- Марин Ерцегович — Конкито
- Лео Буторач — официант
- Душан Янициевич — Клинч
- Никола Геч — Кэт
- Велько Маричич — Мэк Хара
- Мирослав Бухин — Боб Хара
- Иво Кристоф — Десперадо
- Мартин Сагнер — Бонойя
- Мате Иванкович — Уайненд

Фильм дублирован на киностудии «Союзмультфильм» в 1968 году[значимость факта?].
- Режиссёр дубляжа — Георгий Калитиевский[источник не указан 385 дней][значимость факта?]
- Звукооператор — Борис Фильчиков[источник не указан 385 дней][значимость факта?]
- Автор русского текста — Б. Россинская[источник не указан 385 дней][значимость факта?]
- Редактор — Зинаида Павлова[источник не указан 385 дней][значимость факта?]

## Названия в разных странах
- ФРГ — нем. Old Surehand I. Teil (рус. Старик Верная Рука, первая часть)[1]
- Югославия — серб. Лавиринт смрти (рус. Лабиринт смерти)[1]
- США — англ. Flaming Frontier (рус. Пылающий фронтир)[1]
- Испания — исп. Justiciero de Kansas (рус. Канзасский вершитель правосудия)[1]